# Indianapolis 500 2025

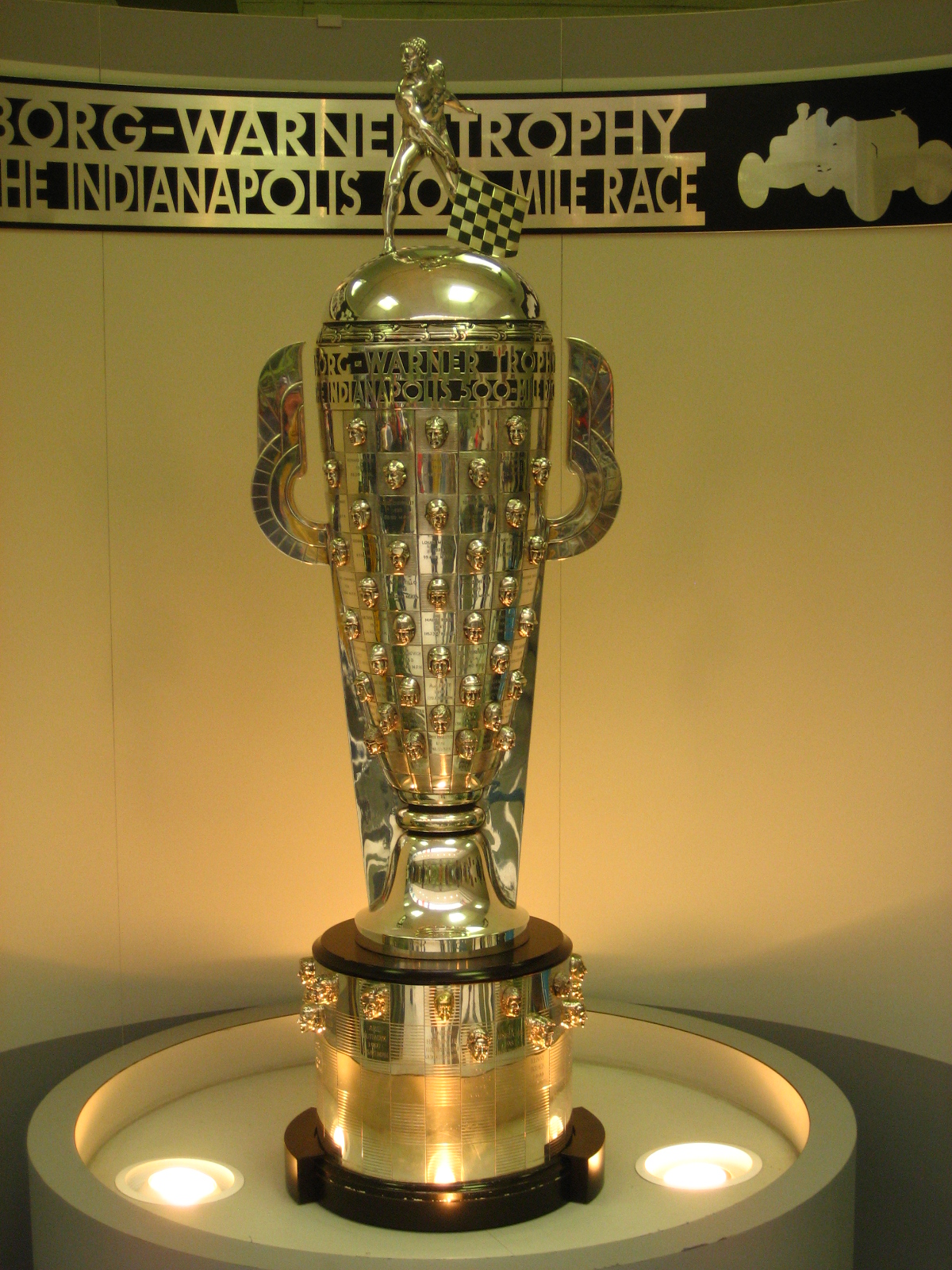
Die Siegestrophäe des Indy-500-Rennens

Das Indianapolis Oval mit vier gleichen Kurven

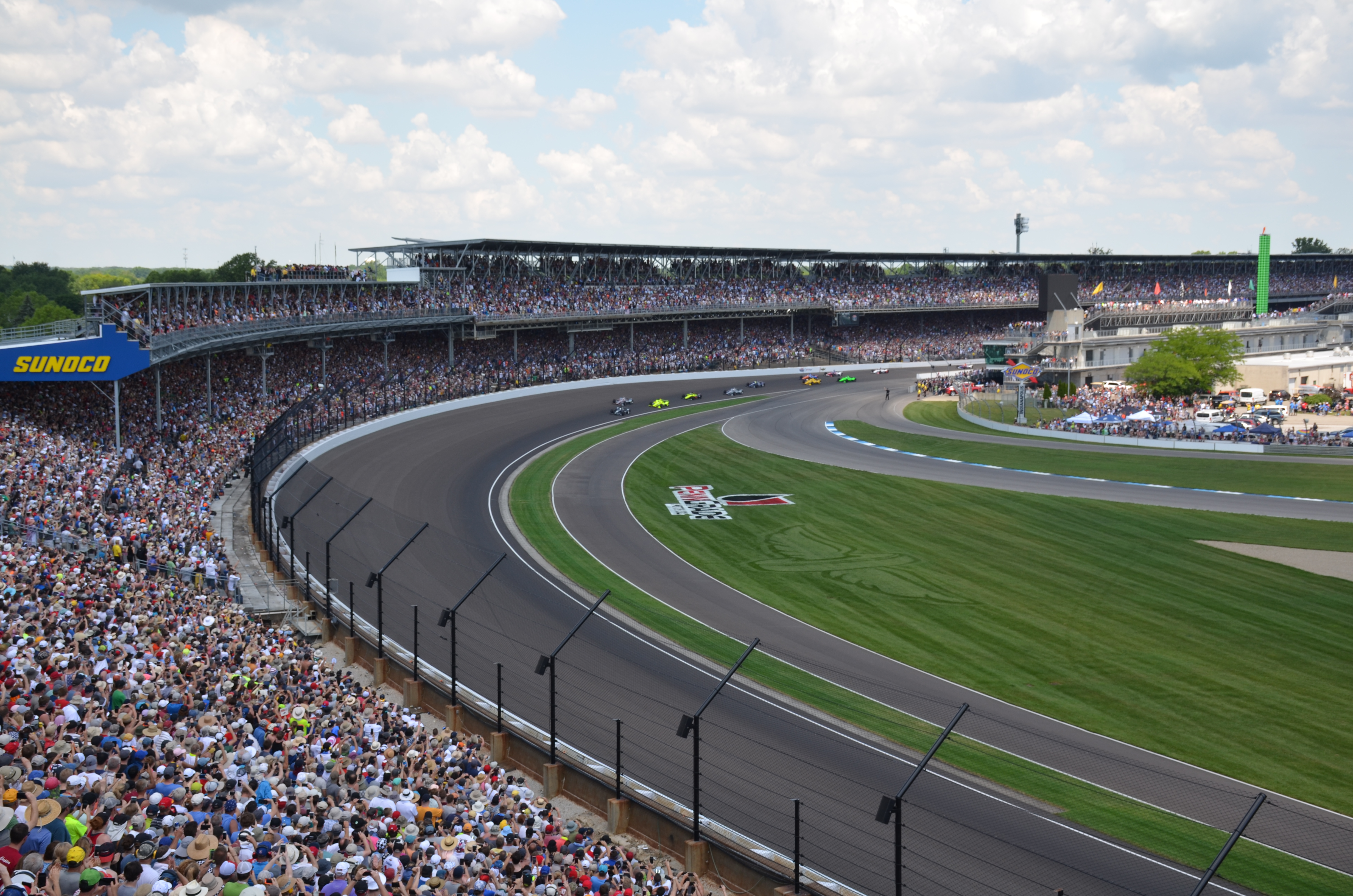
Kurve 1 der Ovalrennstrecke

Das 109. Indianapolis 500 (offiziell 109th Running of the Indianapolis 500 presented by Gainbridge) auf dem Indianapolis Motor Speedway fand am 25. Mai 2025 statt und ging über eine Distanz von 200 Runden à 4,023 km, was einer Gesamtdistanz von 804,672 km entspricht.

## Streckendaten
Das Oval besteht aus vier um 9° 12' überhöhten Steilkurven mit einer Länge von jeweils 1320 Fuß (zirka 400 Meter).
Die Gesamtlänge der Strecke beträgt 2,5 Meilen (4,023 Kilometer).

## Zeitplan
| Datum                 | Tag            | Zeit (MESZ) | Zeit (LT) | Session                                                |
| --------------------- | -------------- | ----------- | --------- | ------------------------------------------------------ |
| 13.05.2025            | Dienstag       | 18:00       | 12:00     | Rookie Orientierungstag (Wiederholungsprogramm)        |
| 13.05.2025            | Dienstag       | 22:00       | 16:00     | Freies Training 1                                      |
|                       |                |             |           |                                                        |
| 14.05.2025            | Mittwoch       | 18:00       | 12:00     | Freies Training 2                                      |
| 14.05.2025            | Mittwoch       | 22:00       | 16:00     | Freies Training 2                                      |
|                       |                |             |           |                                                        |
| 15.05.2025            | Donnerstag     | 18:00       | 12:00     | Freies Training 3                                      |
| 15.05.2025            | Donnerstag     | 22:00       | 16:00     | Freies Training 3                                      |
|                       |                |             |           |                                                        |
| 16.05.2025            | Freitag        | 18:00       | 14:00     | Freies Training 4                                      |
| 16.05.2025            | Freitag        | 22:00       | 16:00     | Freies Training 4                                      |
|                       |                |             |           |                                                        |
| 17.05.2025            | Samstag        | 14:30       | 08:30     | Freies Training 5                                      |
| 17.05.2025            | Samstag        | 17:00       | 11:00     | Qualifikationstag 1                                    |
| 17.05.2025            | Samstag        | 19:30       | 13:30     | Qualifikationstag 1                                    |
| 17.05.2025            | Samstag        | 22:00       | 16:00     | Qualifikationstag 1                                    |
|                       |                |             |           |                                                        |
| 18.05.2025 19.05.2025 | Sonntag Montag | 19:00       | 13:00     | Freies Training 6                                      |
| 18.05.2025 19.05.2025 | Sonntag Montag | 22:00       | 16.00     | Qualifikation Top 12                                   |
| 18.05.2025 19.05.2025 | Sonntag Montag | 23:00       | 17:00     | Qualifikation der letzten drei Startplätze (30 bis 33) |
| 18.05.2025 19.05.2025 | Sonntag Montag | 00:30       | 18:30     | Qualifikation der besten sechs Startplätze (1 bis 6)   |
| 18.05.2025 19.05.2025 | Sonntag Montag | 19:00       | 13:00     | Freies Training 7                                      |
|                       |                |             |           |                                                        |
| 23.05.2025            | Freitag        | 17:00       | 11:00     | letztes freies Training (Carb Day)                     |
| 23.05.2025            | Freitag        | 20:30       | 14:30     | Boxenstopp-Wettbewerb                                  |
|                       |                |             |           |                                                        |
| 25.05.2025            | Sonntag        | 16:00       | 10:00     | Rahmenprogramm                                         |
| 25.05.2025            | Sonntag        | 18:30       | 12:30     | Indianapolis 500 2025                                  |

## TV-Übertragung
Produziert werden die TV-Übertragungen der Trainings, Quali-Sessions und Rennen von Fox Sports Networks und in den USA auf verschiedenen, eigenen Kanälen verbreitet.
In Deutschland, Österreich und der Schweiz kann das Rennen nur gegen Bezahlung im Programm von Sky Sport oder Motorvision+ verfolgt werden. Sky Sport ist auch an den Qualifikationstagen live dabei. Eine weitere Möglichkeit bietet sich im Stream von indyCar.com, ebenfalls gegen Bezahlung und nur mit englischem Kommentar.
Das Rennen wird um 18:30 Uhr MESZ gestartet, Fox Sports beginnt die Übertragung bereits um 16:00 Uhr und stimmt die Zuschauer auf das Rennen ein mit verschiedenen Beiträgen und der Vorstellung der Teams und Fahrer.

## Meldeliste

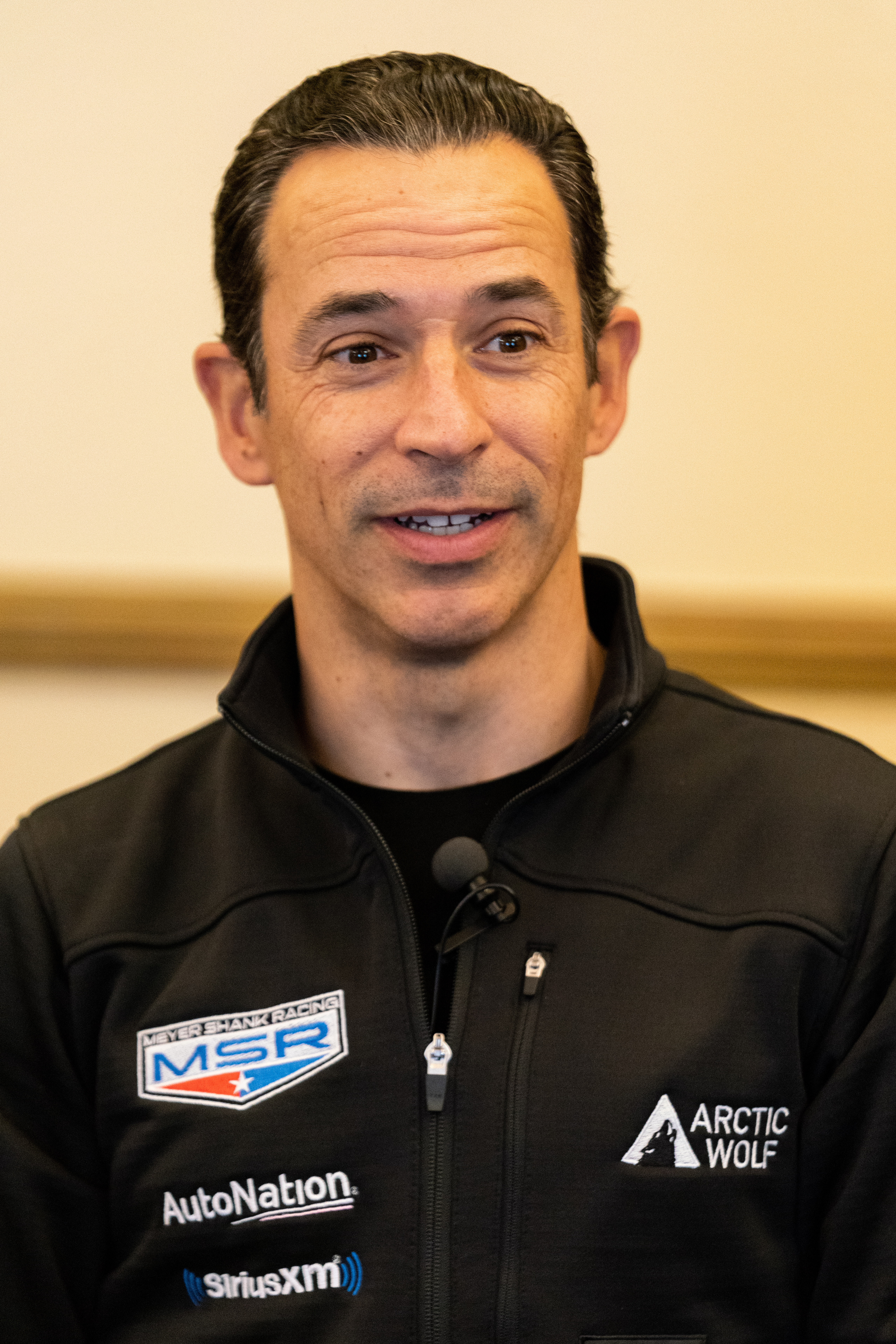
Hélio Castroneves startet zum 25. Mal beim Indy500

Insgesamt haben sich 34 Fahrer für die Ausgabe 2025 eingeschrieben. Zugelassen für das Rennen sind 33 Teilnehmer, einer scheidet aus in der Qualifikation.
Alle Fahrzeuge sind mit eigens für dieses Rennen hergestellten Dallara IR18-Chassis ausgestattet. Sämtliche Teams starten mit Reifen von Firestone.
Der viermalige Indy 500 Sieger Hélio Castroneves hat sich zum 25. Mal in Folge für das Indy 500 eingeschrieben. Er wäre damit erst der vierte Fahrer nach A. J. Foyt, Mario Andretti und Al Unser, der 25 Mal starten würde.
Der NASCAR-Cup-Meister von 2021 Kyle Larson will am selben Tag das Indianapolis 500 und das Coca-Cola 600 fahren. Er wäre erst der fünfte Fahrer, dem das sogenannte Double Duty gelingen würde. Sollte ein Start nicht möglich werden von Larson, steigt sein Teamchef bei Arrow McLaren, Tony Kanaan ins Auto. Kanaan hatte das Rennen 2013 gewonnen.
| Nr. | Fahrer                | Team                                | Motor     |
| --- | --------------------- | ----------------------------------- | --------- |
| 2   | Josef Newgarden (W)   | Team Penske                         | Chevrolet |
| 3   | Scott McLaughlin      | Team Penske                         | Chevrolet |
| 4   | David Malukas         | A. J. Foyt Racing                   | Chevrolet |
| 5   | Pato O’Ward           | Arrow McLaren                       | Chevrolet |
| 6   | Nolan Siegel (R)      | Arrow McLaren                       | Chevrolet |
| 06  | Hélio Castroneves (W) | Meyer Shank Racing / Curb-Agajanian | Honda     |
| 7   | Christian Lundgaard   | Arrow McLaren                       | Chevrolet |
| 8   | Kyffin Simpson        | Chip Ganassi Racing                 | Honda     |
| 9   | Scott Dixon (W)       | Chip Ganassi Racing                 | Honda     |
| 10  | Alex Palou            | Chip Ganassi Racing                 | Honda     |
| 12  | Will Power (W)        | Team Penske                         | Chevrolet |
| 14  | Santino Ferrucci      | A. J. Foyt Racing                   | Chevrolet |
| 15  | Graham Rahal          | Rahal Letterman Lanigan Racing      | Honda     |
| 17  | Kyle Larson           | Arrow McLaren / Rick Hendrick       | Chevrolet |
| 18  | Rinus VeeKay          | Dale Coyne Racing                   | Honda     |
| 20  | Alexander Rossi (W)   | Ed Carpenter Racing                 | Chevrolet |
| 21  | Christian Rasmussen   | Ed Carpenter Racing                 | Chevrolet |
| 23  | Ryan Hunter-Reay (W)  | DRR-Cusick Motorsports              | Chevrolet |
| 24  | Jack Harvey           | DRR-Cusick Motorsports              | Chevrolet |
| 26  | Colton Herta          | Andretti Global / Curb-Agajanian    | Honda     |
| 27  | Kyle Kirkwood         | Andretti Global                     | Honda     |
| 28  | Marcus Ericsson (W)   | Andretti Global                     | Honda     |
| 30  | Devlin DeFrancesco    | Rahal Letterman Lanigan Racing      | Honda     |
| 33  | Ed Carpenter          | Ed Carpenter Racing                 | Chevrolet |
| 45  | Louis Foster (R)      | Rahal Letterman Lanigan Racing      | Honda     |
| 51  | Jacob Abel (R)        | Dale Coyne Racing                   | Honda     |
| 60  | Felix Rosenqvist      | Meyer Shank Racing                  | Honda     |
| 66  | Marcus Armstrong      | Meyer Shank Racing / Curb-Agajanian | Honda     |
| 75  | Takuma Sato (W)       | Rahal Letterman Lanigan Racing      | Honda     |
| 76  | Conor Daly            | Juncos Hollinger Racing             | Chevrolet |
| 77  | Sting Ray Robb        | Juncos Hollinger Racing             | Chevrolet |
| 83  | Robert Shwartzman (R) | Prema Racing                        | Chevrolet |
| 90  | Callum Ilott          | Prema Racing                        | Chevrolet |
| 98  | Marco Andretti        | Andretti Global                     | Honda     |

(R)=Rookie / (W) ehemaliger Gewinner

## Testtage

### Rookie Orientierungstest Oktober 2024
Der Rookie Orientierungstest fand am 10. Oktober in Indianapolis statt. Der Test beinhaltet 3 Phasen. In Phase 1 müssen die Fahrer zehn Runden mit einer Geschwindigkeit von 330–338 km/h Durchschnitt absolvieren und dabei eine zufriedenstellende Fahrzeugbeherrschung, die richtige Rennlinie und ein sicheres Agieren im Verkehr mit anderen Fahrzeugen auf der Strecke zeigen. Die zweite Phase umfasst 15 Runden mit 338–346 km/h und in Phase 3 müssen die Teilnehmer 15 Runden mit über 346 km/h fahren. Erfahrene Fahrer, die seit dem Indy 500 im Vorjahr kein IndyCar-Ovalrennen mehr bestritten haben, müssen einen Auffrischungstest absolvieren. Dieser Auffrischungstest besteht aus Phase 2 und Phase 3 des oben genannten Rookie-Tests. Der Arrow McLaren Fahrer Nolan Siegel musste, obwohl er im Vorjahr schon diesen Test gemacht hatte, nochmals teilnehmen, da er sich 2024 nicht für das Rennen qualifizieren konnte.

### Reifen- und Hybridtests – Oktober 2024
Alle elf IndyCar-Teams nahmen am 10. und 11. Oktober an einem Test teil, um die Hybridantriebe mit Energierückgewinnungssystem zu testen. Die neuen Aggregate waren Mitte der Saison 2024 eingeführt worden, nach dem das Indy 500 2024 bereits stattfand. Am ersten Tag führten zudem Josef Newgarden  (Team Penske), Pato O’Ward (Arrow McLaren) und Alex Palou (Chip Ganassi Racing) Reifentests für Firestone durch. Am Freitag war Alex Palou mit einem Rundendurchschnitt von 360,975 km/h schnellster des Tages.

### Oval-Rennstreckentest für Rookies
Am 26. März 2025 fand ein Rookie-Evaluierungstest auf dem Hochgeschwindigkeitsoval von Nashville statt. Die Fahrer Robert Shwartzman (Prema Racing) und Louis Foster (RLL) nahmen daran teil. Beide Fahrer schlossen ihre Fahrten ab und wurden für das Rookie-Program beim Test im April in Indianapolis zugelassen. Jacob Abel (Dale Coyne Racing) hatte zuvor am 14. Novebemer 2024 in Texas den Test absolviert und bestanden.

## Trainingstage

### Mittwoch, 23. April
Wetter: bewölkt bei 25 °C
Die Fahrer Louis Foster, Jacob Abel und Robert Shwartzman absolvierten den Rookie-Test und Kyle Larson, Takuma Sato, Marco Andretti, Devlin DeFrancesco und Callum Ilott absolvierten den Auffrischungstest erfolgreich. Scott Dixon war am ersten Tag der Schnellste und fuhr einen Rundendurchschnitt von 362,395 km/h. Felix Rosenqvist fuhr die schnellste Runde ohne Windschattenhilfe mit einer Geschwindigkeit von 355,399 km/h.
| Pos. | Nr. | Fahrer          | Team                | Motor     | ø mph 1 Rd. | ø km/h 1 Rd. |
| ---- | --- | --------------- | ------------------- | --------- | ----------- | ------------ |
| 1    | 9   | Scott Dixon     | Chip Ganassi Racing | Honda     | 225,182     | 362,395      |
| 2    | 2   | Josef Newgarden | Team Penske         | Chevrolet | 225,125     | 362,304      |
| 3    | 75  | Takuma Sato     | RLL                 | Honda     | 225,069     | 362,213      |

### Donnerstag, 24. April
Wetter: bewölkt bei 27 °C
Die erste Session des Tages begann um 9:30 Uhr Ortszeit. Dabei kam es zu den ersten beiden größeren Zwischenfällen des Tages. Kyle Larson prallte in Kurve 1 gegen die Außenwand und beschädigte sein Auto erheblich. Etwa 15 Minuten nach Larsons Unfall hatte Takuma Sato in Kurve 1 einen Dreher und prallte gegen die Mauer. Beide Fahrer blieben unverletzt. Scott McLaughlin  war in dieser Session der Schnellste, er fuhr einen Rundendurchschnitt von 232,686 Meilen pro Stunde (374,472 km/h).
| Pos. | Nr. | Fahrer           | Team        | Motor     | ø mph 1 Rd. | ø km/h 1 Rd. |
| ---- | --- | ---------------- | ----------- | --------- | ----------- | ------------ |
| 1    | 3   | Scott McLaughlin | Team Penske | Chevrolet | 232,686     | 374,472      |
| 2    | 75  | Takuma Sato      | RLL         | Honda     | 232,565     | 374,277      |
| 3    | 12  | Will Power       | Team Penske | Chevrolet | 232,278     | 373,815      |

Die zweite Session begann um 14:00 Uhr Ortszeit und dauerte bis 17:00 Uhr. Es gab keine nennenswerten Vorfälle, den Fahrern von Dale Coyne Racing Rinus VeeKay und Jacob Abel ging während der Session der Treibstoff aus. Alex Palou fuhr die schnellste Runde mit einer Durchschnittsgeschwindigkeit von 223,993 Meilen pro Stunde (360,482 km/h).
| Pos. | Nr. | Fahrer           | Team                | Motor | ø mph 1 Rd. | ø km/h 1 Rd. |
| ---- | --- | ---------------- | ------------------- | ----- | ----------- | ------------ |
| 1    | 10  | Alex Palou       | Chip Ganassi Racing | Honda | 223,993     | 360,482      |
| 2    | 60  | Felix Rosenqvist | Meyer Shank Racing  | Honda | 223,366     | 359,473      |
| 3    | 27  | Kyle Kirkwood    | Andretti Global     | Honda | 223,362     | 359,466      |

### Dienstag, 13. Mai
Wetter: stark bewölkt bei 26 °C
Das Training hätte um 12:00 Uhr Lokalzeit beginnen sollen, doch wegen leichtem Regen konnte erst ab 14:35 Uhr gefahren werden. Will Power  fuhr die schnellste Runde des Tages mit 227,026 Meilen pro Stunde (365,363 km/h).
| Pos. | Nr. | Fahrer          | Team                | Motor     | ø mph 1 Rd. | ø km/h 1 Rd. |
| ---- | --- | --------------- | ------------------- | --------- | ----------- | ------------ |
| 1    | 12  | Will Power      | Team Penske         | Chevrolet | 227,026     | 365,363      |
| 2    | 2   | Josef Newgarden | Team Penske         | Chevrolet | 226,971     | 365,274      |
| 3    | 10  | Alex Palou      | Chip Ganassi Racing | Honda     | 226,673     | 364,795      |

### Mittwoch, 14. Mai
Wetter: stark bewölkt bei 27 °C
Auch an diesem Tag beinträchtigte Regen den Ablauf des Trainings, es gab einige Unterbrechungen. Der amtierende Meister Alex Palou fuhr die schnellste Runde des Tages mit 227,546 Meilen pro Stunde (366,2 km/h). Kyle Kirkwood gelang den zweiten Tag in Folge die schnellste Runde beim Einzelfahren ohne Winschattenhilfe eines Vorausfahrzeugs mit 358,497 km/h.
| Pos. | Nr. | Fahrer          | Team                | Motor     | ø mph 1 Rd. | ø km/h 1 Rd. |
| ---- | --- | --------------- | ------------------- | --------- | ----------- | ------------ |
| 1    | 10  | Alex Palou      | Chip Ganassi Racing | Honda     | 227,546     | 366,200      |
| 2    | 12  | Will Power      | Team Penske         | Chevrolet | 225,584     | 363,042      |
| 3    | 2   | Josef Newgarden | Team Penske         | Chevrolet | 225,545     | 362,979      |

### Donnerstag, 15. Mai
Wetter: bewölkt bei 30 °C

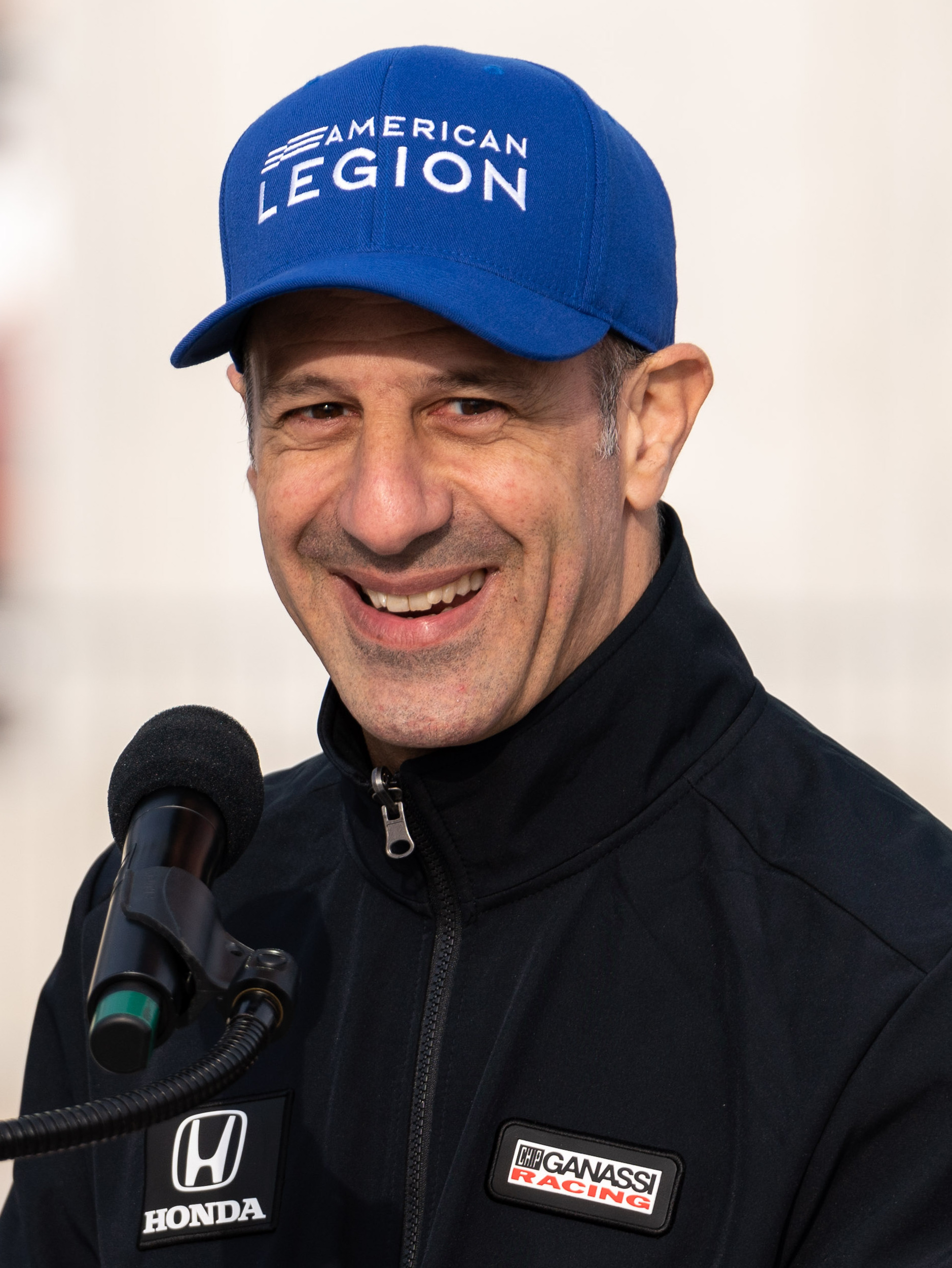
Tony Kanaan gewann das Indy500 im Jahre 2013

Vor dem Training musste beim Auto von Scott Dixon (Chip Ganassi Racing) der Motor gewechselt werden, nachdem es bei seiner letzten Fahrt am Mittwoch ein Problem gab. Arrow McLaren Teamchef Tony Kanaan absolvierte den Auffrischungstest in der Sitzung am Morgen. Kaanan hatte vor zwei Jahren seinen Rücktritt aus der IndyCar Series erklärt und steht in diesem Jahr als Ersatzfahrer bereit. Christian Rasmussen (Ed Carpenter Racing) streifte in der zweiten Kurve des Ovals leicht die Mauer und drehte sich einmal um seine eigene Achse. Sein Auto war nur leicht beschädigt und Rassmussen konnte später wieder an der Trainingssitzung teilnehmen. Der Sieger der letzten beiden Jahre, Josef Newgarden, fuhr mit 226,632 Meilen pro Stunde (364,729 km/h) die schnellste Runde des Tages.
| Pos. | Nr. | Fahrer          | Team                    | Motor     | ø mph 1 Rd. | ø km/h 1 Rd. |
| ---- | --- | --------------- | ----------------------- | --------- | ----------- | ------------ |
| 1    | 2   | Josef Newgarden | Team Penske             | Chevrolet | 226,632     | 364,729      |
| 2    | 9   | Scott Dixon     | Chip Ganassi Racing     | Honda     | 225,457     | 362,838      |
| 3    | 76  | Conor Daly      | Juncos Hollinger Racing | Chevrolet | 224,893     | 361,930      |

### Freitag, 16. Mai
Wetter: leicht bewölkt bei 28 °C
Für das Training am Freitag durften die Teams den Ladedruck des Turboladers auf den Wert von 1,5 mbar erhöhen, jener Wert, der an den zwei Qualifikationstagen benutzt werden darf.
Der Chip-Ganassi-Fahrer Kyffin Simpson  verlor in der vierten Kurve die Kontrolle über sein Fahrzeug. Er drehte sich und prallte gegen die Außenwand, das Auto schleuderte rückwärts und stieg in die Luft, überschlug sich aber glücklicherweise nicht. Simpson blieb im Boxeneingang stehen und konnte das Auto unverletzt verlassen. 
Kyle Larson verlor in Kurve 3 die Kontrolle über seinen Arrow McLaren. Er drehte sich und schlug mit der Front des Autos voran gegen die Mauer. Er rutschte weiter bis Kurve 4, wo er mit dem Heck voran erneut gegen die Außenmauer prallte. Larsons Auto wurde bei dem Unfall nur leicht beschädigt und er konnte nach einer Reparaturpause wieder am Training teilnehmen.
Scott McLaughlin fuhr mit 233,954 Meilen pro Stunde (376,512 km/h) die schnellste Runde des Tages. Scott Dixon erreichte mit 374,271 km/h die schnellste Runde ohne Windschattenhilfe. Dixon fuhr auch den besten Vierrundendurchschnitt bei einer Simulation eines vollständigen Qualifikationsversuchs. Dabei erreichete er einen Wert von 232,366 Meilen pro Stunde oder 373,957 km/h. Nach diesem Training fand die Auslosung für die Qualifikationsreihenfolge vom Samstag statt.
| Pos. | Nr. | Fahrer           | Team                | Motor     | ø mph 1 Rd. | ø km/h 1 Rd. |
| ---- | --- | ---------------- | ------------------- | --------- | ----------- | ------------ |
| 1    | 3   | Scott McLaughlin | Team Penske         | Chevrolet | 233,954     | 376,512      |
| 2    | 9   | Scott Dixon      | Chip Ganassi Racing | Honda     | 232,561     | 374,271      |
| 3    | 10  | Alex Palou       | Chip Ganassi Racing | Honda     | 232,528     | 374,218      |

## Qualifikation

### Samstag, 17. Mai: erster von zwei Tagen
Wetter: bewölkt, windig bei 21 °C
Im freien Training vor der Qualifikation am Morgen hatte Marcus Armstrong einen schweren Unfall. Er verlor in der ersten Kurve die Kontrolle über sein Auto und prallte hart gegen die Außenseite des Ovalrundkurses. Armstrong wurde nach dem Vorfall zur Untersuchung ins Infield Medical Care Center gebracht, er war nach dem Unfall bei Bewusstsein und ansprechbar. Am Nachmittag versuchte er sich im Ersatzauto zu qualifizieren, brach aber seine zwei Versuche ab und blieb ohne Zeit auf dem letzten Platz.
Die Fahrzeuge auf den Plätzen 1 bis 12 qualifizierten sich für das Top-12-Qualifying am Sonntag. Die Autos auf den Plätzen 31 bis 34 mussten in das Last-Chance-Qualifying am Sonntag, um doch noch in das Starterfeld zu kommen. Ein Fahrer kann sich dabei nicht qualifizieren fürs Rennen, da nur 33 Wagen startberechtigt sind.
Ein weiterer schwerer Unfall ereignete sich am Nachmittag. Colton Herta kam in der ersten Runde seines Quali-Versuchs in Kurve 1 ins Schleudern und prallte an die Außenmauer. Hertas Auto wurde daraufhin in die Luft geschleudert, er überschlug sich und rutschte kopfüber bis zur Kurve 2, wo er an der Mauer zum Stehen kam. Nach einem kurzen Gesundheitscheck konnte Herta die Sitzung später im Ersatzwagen wieder aufnehmen. Er qualifizierte sich schließlich auf dem 29. Rang.
Alex Palou war am ersten Qualifikationstag der Schnellste, er fuhr über vier Runden eine Durchschnittsgeschwindigkeit von 233,043 Meilen pro Stunde (375,046 km/h). Die folgenden Scott McLaughlin und Josef Newgarden kamen ebenfalls über 233 Meilen pro Stunde. Das neue IndyCar-Team Prema Racing mit Robert Shwartzman am Steuer war mit 232,584 Meilen pro Stunde (374,308 km/h) der schnellste Rookie. Dieser Wert reichte ihm für den sechsten Rang und somit für einem Platz im Fast-12-Qualifying am Sonntag.
| Pos.                        | Nr.                  | Fahrer               | Team                        | Motor                | ø mph 4 Rd.          | ø km/h 4 Rd.         |
| Top 12 Qualifikanten        | Top 12 Qualifikanten | Top 12 Qualifikanten | Top 12 Qualifikanten        | Top 12 Qualifikanten | Top 12 Qualifikanten | Top 12 Qualifikanten |
| --------------------------- | -------------------- | -------------------- | --------------------------- | -------------------- | -------------------- | -------------------- |
| 1                           | 10                   | Alex Palou           | Chip Ganassi Racing         | Honda                | 233,043              | 375,046              |
| 2                           | 3                    | Scott McLaughlin     | Team Penske                 | Chevrolet            | 233,013              | 374,998              |
| 3                           | 2                    | Josef Newgarden      | Team Penske                 | Chevrolet            | 233,004              | 374,984              |
| 4                           | 5                    | Pato O’Ward          | Arrow McLaren               | Chevrolet            | 232,820              | 374,687              |
| 5                           | 9                    | Scott Dixon          | Chip Ganassi Racing         | Honda                | 232,659              | 374,428              |
| 6                           | 83                   | Robert Shwartzman    | Prema Racing                | Chevrolet            | 232,584              | 374,308              |
| 7                           | 4                    | David Malukas        | A. J. Foyt Racing           | Chevrolet            | 232,546              | 374,247              |
| 8                           | 60                   | Felix Rosenqvist     | Meyer Shank Racing          | Honda                | 232,449              | 374,090              |
| 9                           | 75                   | Takuma Sato          | RLL                         | Honda                | 232,415              | 374,036              |
| 10                          | 12                   | Will Power           | Team Penske                 | Chevrolet            | 232,144              | 373,600              |
| 11                          | 28                   | Marcus Ericsson      | Andretti Global             | Honda                | 232,132              | 373,580              |
| 12                          | 7                    | Christian Lundgaard  | Arrow McLaren               | Chevrolet            | 231,809              | 373,060              |
| Positionen 13 – 30          |                      |                      |                             |                      |                      |                      |
| 13                          | 76                   | Conor Daly           | JHR                         | Chevrolet            | 231,725              | 372,925              |
| 14                          | 20                   | Alexander Rossi      | ECR                         | Chevrolet            | 231,701              | 372,887              |
| 15                          | 8                    | Kyffin Simpson       | Chip Ganassi Racing         | Honda                | 231,641              | 372,790              |
| 16                          | 33                   | Ed Carpenter         | ECR                         | Chevrolet            | 231,633              | 372,777              |
| 17                          | 14                   | Santino Ferrucci     | A. J. Foyt Racing           | Chevrolet            | 231,593              | 372,713              |
| 18                          | 30                   | Devlin DeFrancesco   | RLL                         | Honda                | 231,575              | 372,684              |
| 19                          | 77                   | Sting Ray Robb       | JHR                         | Chevrolet            | 231,461              | 372,500              |
| 20                          | 21                   | Christian Rasmussen  | ECR                         | Chevrolet            | 231,438              | 372,463              |
| 21                          | 17                   | Kyle Larson          | Arrow McLaren/Rick Hendrick | Chevrolet            | 231,326              | 372,283              |
| 22                          | 45                   | Louis Foster         | RLL                         | Honda                | 231,058              | 371,852              |
| 23                          | 90                   | Callum Ilott         | Prema Racing                | Chevrolet            | 230,993              | 371,747              |
| 24                          | 06                   | Hélio Castroneves    | Meyer Shank Racing          | Honda                | 230,978              | 371,723              |
| 25                          | 27                   | Kyle Kirkwood        | Andretti Global             | Honda                | 230,917              | 371,625              |
| 26                          | 6                    | Nolan Siegel         | Arrow McLaren               | Chevrolet            | 230,571              | 371,068              |
| 27                          | 23                   | Ryan Hunter-Reay     | DRR-Cusick Motorsports      | Chevrolet            | 230,363              | 370,733              |
| 28                          | 24                   | Jack Harvey          | DRR-Cusick Motorsports      | Chevrolet            | 230,348              | 370,709              |
| 29                          | 26                   | Colton Herta         | Andretti Global             | Honda                | 230,192              | 370,458              |
| 30                          | 15                   | Graham Rahal         | RLL                         | Honda                | 229,863              | 369,929              |
| Qualifikation letzte Chance |                      |                      |                             |                      |                      |                      |
| 31                          | 98                   | Marco Andretti       | Andretti-Herta Autosport    | Honda                | 229,859              | 369,922              |
| 32                          | 18                   | Rinus VeeKay         | Dale Coyne Racing           | Honda                | 229,519              | 369,375              |
| 33                          | 51                   | Jacob Abel           | Dale Coyne Racing           | Honda                | 226,859              | 365,094              |
| 34                          | 66                   | Marcus Armstrong     | Meyer Shank Racing          | Honda                | keinen Wert          | keinen Wert          |

### Sonntag, 18. Mai: zweiter von zwei Tagen
Wetter: heiter bei 23 °C
Die sechs schnellsten Fahrer dieser Quali-Sitzung konnten am späten Nachmittag um die Pole-Position kämpfen. Die Positionen sieben bis 12 gehen in den Startreihen drei und vier ins Rennen. Die drei Penske-Autos von Scott McLaughlin, Josef Newgarden und Will Power kamen nicht durch die technische Abnahme und durften nicht mehr um die Startplätze fahren. Später fiel gar die Entscheidung, die beiden Penske-Fahrer Newgarden und Power ganz nach hinten in der Startaufstellung zu versetzen. Im Aufwärmtraining zu dieser Sitzung hatte McLaughlin einen Unfall, bei dem er sich beinahe überschlug und in eine Mauer prallte, das Auto war ein Totalschaden.
| Pos.                | Nr.                 | Fahrer              | Team                           | Motor               | ø mph 4 Rd.         | ø km/h 4 Rd.        | Startreihe          |
| Top 6 Qualifikanten | Top 6 Qualifikanten | Top 6 Qualifikanten | Top 6 Qualifikanten            | Top 6 Qualifikanten | Top 6 Qualifikanten | Top 6 Qualifikanten | Top 6 Qualifikanten |
| ------------------- | ------------------- | ------------------- | ------------------------------ | ------------------- | ------------------- | ------------------- | ------------------- |
| 1                   | 60                  | Felix Rosenqvist    | Meyer Shank Racing             | Honda               | 232,523             | 374,209             |                     |
| 2                   | 5                   | Pato O’Ward         | Arrow McLaren                  | Chevrolet           | 232,186             | 373,667             |                     |
| 3                   | 83                  | Robert Shwartzman   | Prema Racing                   | Chevrolet           | 232,008             | 373,381             |                     |
| 4                   | 9                   | Scott Dixon         | Chip Ganassi Racing            | Honda               | 231,971             | 373,321             |                     |
| 5                   | 10                  | Alex Palou          | Chip Ganassi Racing            | Honda               | 231,800             | 373,046             |                     |
| 6                   | 75                  | Takuma Sato         | Rahal Letterman Lanigan Racing | Honda               | 231,686             | 372,862             |                     |
| Positionen 7 – 12   |                     |                     |                                |                     |                     |                     |                     |
| 7                   | 4                   | David Malukas       | A. J. Foyt Racing              | Chevrolet           | 231,599             | 372,722             | 3                   |
| 8                   | 7                   | Christian Lundgaard | Arrow McLaren                  | Chevrolet           | 231,360             | 372,338             | 3                   |
| 9                   | 28                  | Marcus Ericsson     | Andretti Global                | Honda               | 231,014             | 371,781             | 3                   |
| 10                  | 3                   | Scott McLaughlin    | Team Penske                    | Chevrolet           | keinen Wert         | keinen Wert         | 4                   |
| 11                  | 2                   | Josef Newgarden     | Team Penske                    | Chevrolet           | keinen Wert         | keinen Wert         | 4                   |
| 12                  | 12                  | Will Power          | Team Penske                    | Chevrolet           | keinen Wert         | keinen Wert         | 4                   |

### Qualifikation letzte Chance
Die Fahrer Marco Andretti und Marcus Armstrong konnten sich beim ersten Vierrunden-Versuch fürs Rennen qualifizieren. Danach kämpften Rinus VeeKay und Jacob Abel um den letzten Startplatz. Veekay konnte das Duell der beiden Dale Coyne Racing Fahrer für sich entscheiden, der Rookie Abel ist der einzige Fahrer der sich nicht qualifizieren konnte.
| Pos.             | Nr.              | Fahrer           | Team                     | Motor            | ø mph 4 Rd.      | ø km/h 4 Rd.     | Zeit 4 Rd.       | Startreihe       |
| Positionen 31–33 | Positionen 31–33 | Positionen 31–33 | Positionen 31–33         | Positionen 31–33 | Positionen 31–33 | Positionen 31–33 | Positionen 31–33 | Positionen 31–33 |
| ---------------- | ---------------- | ---------------- | ------------------------ | ---------------- | ---------------- | ---------------- | ---------------- | ---------------- |
| 31               | 98               | Marco Andretti   | Andretti-Herta Autosport | Honda            | 229,741          | 369,732          | 2:36.697         | 11               |
| 32               | 66               | Marcus Armstrong | Meyer Shank Racing       | Honda            | 229,091          | 368,686          | 2:37.142         | 11               |
| 33               | 18               | Rinus VeeKay     | Dale Coyne Racing        | Honda            | 226,913          | 365,181          | 2:38.651         | 11               |
| 34               | 51               | Jacob Abel       | Dale Coyne Racing        | Honda            | 226,394          | 364,346          | 2:39.014         | DNQ              |

### Qualifikation ersten drei Startreihen und Pole-Position
| Pos.           | Nr.            | Fahrer            | Team                | Motor          | ø mph 4 Rd.    | ø km/h 4 Rd.   | Zeit 4 Rd.     | Startreihe     |
| Positionen 1–6 | Positionen 1–6 | Positionen 1–6    | Positionen 1–6      | Positionen 1–6 | Positionen 1–6 | Positionen 1–6 | Positionen 1–6 | Positionen 1–6 |
| -------------- | -------------- | ----------------- | ------------------- | -------------- | -------------- | -------------- | -------------- | -------------- |
| 1              | 83             | Robert Shwartzman | Prema Racing        | Chevrolet      | 232,790        | 374,639        | 2:34.645       | 1              |
| 2              | 75             | Takuma Sato       | RLL                 | Honda          | 232,478        | 374,137        | 2:34.853       | 1              |
| 3              | 5              | Pato O’Ward       | Arrow McLaren       | Chevrolet      | 232,098        | 373,526        | 2:35.106       | 1              |
| 4              | 9              | Scott Dixon       | Chip Ganassi Racing | Honda          | 232,052        | 373,451        | 2:35.137       | 2              |
| 5              | 60             | Felix Rosenqvist  | Meyer Shank Racing  | Honda          | 231,987        | 373,347        | 2:35.180       | 2              |
| 6              | 10             | Alex Palou        | Chip Ganassi Racing | Honda          | 231,378        | 372,367        | 2:35.589       | 2              |

## Startaufstellung
Wegen unerlaubten aerodynamischen Änderungen im Heck der beiden Penske-Autos von Josef Newgarden und Will Power wurden sie von den Startplätzen 11 und 12 an das Ende des Starterfeldes strafversetzt.
| Reihe | Innen | Innen                                          | Mitte | Mitte                                          | Außen | Außen                                         |
| ----- | ----- | ---------------------------------------------- | ----- | ---------------------------------------------- | ----- | --------------------------------------------- |
| 1     | 83    | Robert Shwartzman Prema Racing, Chevrolet      | 75    | Takuma Sato RLL, Honda                         | 5     | Pato O’Ward Arrow McLaren, Chevrolet          |
| 2     | 9     | Scott Dixon Chip Ganassi Racing, Honda         | 60    | Felix Rosenqvist Meyer Shank Racing, Honda     | 10    | Alex Palou Chip Ganassi Racing, Honda         |
| 3     | 4     | David Malukas A. J. Foyt Racing, Chevrolet     | 7     | Christian Lundgaard Arrow McLaren, Chevrolet   | 28    | Marcus Ericsson Andretti Global, Honda        |
| 4     | 3     | Scott McLaughlin Team Penske, Chevrolet        | 76    | Conor Daly JHR, Chevrolet                      | 20    | Alexander Rossi ECR, Chevrolet                |
| 5     | 8     | Kyffin Simpson Chip Ganassi Racing, Honda      | 33    | Ed Carpenter ECR, Chevrolet                    | 14    | Santino Ferrucci A. J. Foyt Racing, Chevrolet |
| 6     | 30    | Devlin DeFrancesco RLL, Honda                  | 77    | Sting Ray Robb JHR, Chevrolet                  | 21    | Christian Rasmussen ECR, Chevrolet            |
| 7     | 17    | Kyle Larson Arrow McLaren, Chevrolet           | 45    | Louis Foster RLL, Honda                        | 90    | Callum Ilott Prema Racing, Chevrolet          |
| 8     | 06    | Hélio Castroneves Meyer Shank Racing, Honda    | 27    | Kyle Kirkwood Andretti Global, Honda           | 6     | Nolan Siegel Arrow McLaren, Chevrolet         |
| 9     | 23    | Ryan Hunter-Reay DRR-C. Motorsports, Chevrolet | 24    | Jack Harvey DRR-C. Motorsports, Chevrolet      | 26    | Colton Herta Andretti Global, Honda           |
| 10    | 15    | Graham Rahal RLL, Honda                        | 98    | Marco Andretti Andretti-Herta Autosport, Honda | 66    | Marcus Armstrong Meyer Shank Racing, Honda    |
| 11    | 18    | Rinus VeeKay Dale Coyne Racing, Honda          | 2     | Josef Newgarden Team Penske, Chevrolet         | 12    | Will Power Team Penske, Chevrolet             |

Anmerkung: Alle Teams starten mit Firestone-Reifen.

## Trainingstage

### Montag, 19. Mai: Training nach der Qualifikation
Wetter: bewölkt bei 23 °C
Am Tag nach dem Qualifying war eine zweistündige Trainings-Session von 13:00 bis 15:00 Uhr angesetzt. Ed-Carpenter-Racing-Fahrer Christian Rasmussen schlug in der zweiten Kurve an die Außenwand, er drehte sich und prallte leicht gegen die Innenmauer der Oval-Rennstrecke. Alex Palou fuhr den besten Durchschnittswert in einer Runde mit 226,765 Meilen pro Stunde (364,943 km/h).
| Pos. | Nr. | Fahrer            | Team                | Motor | ø mph 1 Rd. | ø km/h 1 Rd. |
| ---- | --- | ----------------- | ------------------- | ----- | ----------- | ------------ |
| 1    | 10  | Alex Palou        | Chip Ganassi Racing | Honda | 226,765     | 364,943      |
| 2    | 06  | Hélio Castroneves | Meyer Shank Racing  | Honda | 226,441     | 364,421      |
| 3    | 75  | Takuma Sato       | RLL                 | Honda | 226,087     | 363,852      |

### Freitag, 23. Mai: letztes Training vor dem Rennen(Carb Day)
Wetter: bewölkt bei 18 °C
Das letzte Training fand am Freitag vor dem Rennen statt. Wegen mechanischen Problemen bei verschiedenen Autos gab einige Gelbphasen. So blieb Graham Rahal (RLL) wegen eines Motorschadens auf der Gegengerade stehen. Beim Fahrzeug von Ryan Hunter-Reay (DRR) gab es einen Brand im Motorenbereich. Er stellte das Auto eingangs der Boxen ab, wo der Brand gelöscht werden konnte. Hunter-Reay fuhr das Training im Ersatzwagen zu Ende.  Auch Takuma Sato (RLL) hatte einen Motorschaden zu beklagen und er musste sein Auto noch auf der Rennstrecke stoppen. Die schnellste Durchschnittsgeschwindigkeit in einer Runde drehte Vorjahressieger Josef Newgarden (Team Penske) mit 225,687 Meilen pro Stunde (363,208 km/h).
| Pos. | Nr. | Driver          | Team                | Engine    | ø mph 1 Rd. | ø km/h 1 Rd. |
| ---- | --- | --------------- | ------------------- | --------- | ----------- | ------------ |
| 1    | 2   | Josef Newgarden | Team Penske         | Chevrolet | 225,687     | 363,208      |
| 2    | 75  | Takuma Sato     | RLL                 | Honda     | 225,415     | 362,770      |
| 3    | 9   | Scott Dixon     | Chip Ganassi Racing | Honda     | 225,200     | 362,424      |

### Pit Stop Challenge
Der jährliche Boxenstopp-Wettbewerb wurde nach Abschluss des Carb Day-Trainings ausgetragen. Insgesamt nahmen 14 Boxen-Mannschaften teil, die am Vortag für den Wettbewerb ausgelost wurden. Das Team Penske gewann mit dem Auto von Josef Newgarden vor seinem Teamkollegen Will Power. Es war der 20. Sieg für das Team Penske und der dritte für Newgarden.

## Rennen

### Bericht
Wegen Regen verzögerte sich der Start um rund 45 Minuten. Bevor die grünen Flaggen geschwenkt wurden, drehte sich der erste Fahrer bereits in die Mauer. Der Penske-Fahrer Scott McLaughlin beförderte sich und sein Auto während den Aufwärmrunden vor dem fliegenden Start ins Aus. Deshalb verzögerte sich der Start erneut. Kurz nach dem Start verunfallte Marco Andretti (Andretti Global), er löste damit eine Gelbphase aus. Danach kam das Rennen endlich in Fahrt und es konnte eine längere Zeit unter Grün im Renntempo gefahren werden.
Polesitter Robert Schwarzman (Prema Racing) konnte sich nur während der Gelbphase, die von Andretti ausgelöst wurde, an der Spitze halten. Beim Restart überrumpelten ihn seine Mitstreiter und beim ersten Boxenstopp gab es Probleme bei einem Hinterrad. Bei einem weiteren Boxenstopp rutschte er über den Haltepunkt hinaus und verletzte dabei einen Mechaniker am Fuß. Sein Rennen war somit vorbei.
Die meisten Führungsrunden fuhr Takuma Sato (RLL), wegen eines misslungenen Stopps, bei dem er sich um rund einen Meter verbremste, verlor zu viel Zeit und er fand sich im Mittelfeld wieder.
Alex Palou (Chip Ganassi Racing) hielt sich lange im vorderen Fahrerfeld auf, ging soweit möglich drohendem Ärger aus dem Weg, sparte Treibstoff und spulte unauffällig seine Runden ab. In Führung ging Palou erstmals in der 135 Runde. Da Ryan Hunter-Reay (DRR) und Marcus Ericsson (Andretti Global) eine abweichende Boxenstoppstrategie im Gegensatz zu Palou anwendeten, legten sie ihren letzten Stopp vor Palou ein. Bei diesem letzten Stopp konnte Hunter-Reay wegen eines Defekts nicht mehr aus der Box herausfahren und schied aus. In den letzten 20 Runden machten Ericsson, David Malukas (A. J. Foyt Racing) und Palou den Sieg unter sich aus. Malukas konnte mit dem Tempo von Ericsson und Palou schon bald nicht mehr mithalten. Am Beginn der 187. Runde ging Palou an Ericsson vorbei und er gab die Spitze bis ins Ziel nicht mehr ab. Insgesamt führte er das Rennen nur gerade 14 Runden lang an.
Sieger Palou hatte von den bis anhin sechs gefahrenen Saisonrennen fünf gewonnen. Er peilte damit seinen vierten Gewinn der Fahrermeisterschaft an. In der Gesamtwertung lag er nach dem Indy500 mit 112 Punkten Vorsprung auf Pato O’Ward (Arrow McLaren) in Führung.
Wegen aerodynamischen Ungereimtheiten im Heck der Autos sind die Andretti Global Fahrer Marcus Ericsson vom zweiten auf den 31. Platz und Kyle Kirkwood vom sechsten auf den 32. Rang zurückgestuft worden. Beim Auto des zwölftplatzierten Callum Ilott (Prema Racing) kam der Frontspoiler nicht durch die technische Kontrolle, er wurde auf den 33. und letzten Platz strafversetzt.

### Endergebnis
| Pos. | Nr. | Fahrer                | Team                        | Chassis       | Motor     | Rd. | Zeit/Rückstand               | Stopps | Start | Pt. |
| ---- | --- | --------------------- | --------------------------- | ------------- | --------- | --- | ---------------------------- | ------ | ----- | --- |
| 1    | 10  | Alex Palou            | Chip Ganassi Racing         | Dallara UAK18 | Honda     | 200 | 2:57:38.296 Std. 168,883 mph | 5      | 6     | 58  |
| 2    | 4   | David Malukas         | A. J. Foyt Racing           | Dallara UAK18 | Chevrolet | 200 | 0:01.142 Sek.                | 5      | 7     | 42  |
| 3    | 5   | Pato O’Ward           | Arrow McLaren               | Dallara UAK18 | Chevrolet | 200 | 0:02.132                     | 5      | 3     | 43  |
| 4    | 60  | Felix Rosenqvist      | Meyer Shank Racing          | Dallara UAK18 | Honda     | 200 | 0:02.946                     | 5      | 5     | 38  |
| 5    | 14  | Santino Ferrucci      | A. J. Foyt Racing           | Dallara UAK18 | Chevrolet | 200 | 0:04.990                     | 5      | 15    | 26  |
| 6    | 21  | Christian Rasmussen   | ECR                         | Dallara UAK18 | Chevrolet | 200 | 0:06.027                     | 5      | 18    | 25  |
| 7    | 7   | Christian Lundgaard   | Arrow McLaren               | Dallara UAK18 | Chevrolet | 200 | 0:09.259                     | 6      | 8     | 27  |
| 8    | 76  | Conor Daly            | Juncos Hollinger Racing     | Dallara UAK18 | Chevrolet | 200 | 0:13.312                     | 5      | 11    | 21  |
| 9    | 75  | Takuma Sato (W)       | RLL                         | Dallara UAK18 | Honda     | 200 | 0:16.915                     | 5      | 2     | 33  |
| 10   | 06  | Hélio Castroneves (W) | Meyer Shank Racing          | Dallara UAK18 | Honda     | 200 | 0:59.611                     | 5      | 22    | 17  |
| 11   | 30  | Devlin DeFrancesco    | RLL                         | Dallara UAK18 | Honda     | 200 | 1:02.103                     | 5      | 16    | 17  |
| 12   | 45  | Louis Foster (R)      | RLL                         | Dallara UAK18 | Honda     | 200 | 1:03.000                     | 5      | 20    | 15  |
| 13   | 6   | Nolan Siegel (R)      | Arrow McLaren               | Dallara UAK18 | Chevrolet | 199 | Unfall                       | 5      | 24    | 14  |
| 14   | 26  | Colton Herta          | Andretti Global             | Dallara UAK18 | Honda     | 199 | 1 Rd.                        | 5      | 27    | 13  |
| 15   | 33  | Ed Carpenter          | ECR                         | Dallara UAK18 | Chevrolet | 199 | 1 Rd.                        | 5      | 14    | 13  |
| 16   | 12  | Will Power (W)        | Team Penske                 | Dallara UAK18 | Chevrolet | 199 | 1 Rd.                        | 6      | 33    | 12  |
| 17   | 15  | Graham Rahal          | RLL                         | Dallara UAK18 | Honda     | 199 | 1 Rd.                        | 6      | 28    | 10  |
| 18   | 66  | Marcus Armstrong      | Meyer Shank Racing          | Dallara UAK18 | Honda     | 198 | 2 Rd.                        | 5      | 30    | 9   |
| 19   | 24  | Jack Harvey           | DRR-Cusick Motorsports      | Dallara UAK18 | Chevrolet | 198 | 2 Rd.                        | 5      | 26    | 9   |
| 20   | 9   | Scott Dixon (W)       | Chip Ganassi Racing         | Dallara UAK18 | Honda     | 197 | 3 Rd.                        | 6      | 4     | 16  |
| 21   | 23  | Ryan Hunter-Reay (W)  | DRR-Cusick Motorsports      | Dallara UAK18 | Chevrolet | 172 | Defekt                       | 6      | 17    | 7   |
| 22   | 2   | Josef Newgarden (W)   | Team Penske                 | Dallara UAK18 | Chevrolet | 134 | Defekt                       | 6      | 32    | 7   |
| 23   | 77  | Sting Ray Robb        | Juncos Hollinger Racing     | Dallara UAK18 | Chevrolet | 92  | Unfall                       | 3      | 17    | 5   |
| 24   | 17  | Kyle Larson           | Arrow McLaren / R. Hendrick | Dallara UAK18 | Chevrolet | 92  | Unfall                       | 3      | 19    | 5   |
| 25   | 8   | Kyffin Simpson        | Chip Ganassi Racing         | Dallara UAK18 | Honda     | 92  | Unfall                       | 3      | 13    | 5   |
| 26   | 83  | Robert Shwartzman (R) | Prema Racing                | Dallara UAK18 | Chevrolet | 88  | Unfall                       | 2      | 1     | 18  |
| 27   | 18  | Rinus VeeKay          | Dale Coyne Racing           | Dallara UAK18 | Honda     | 82  | Unfall                       | 2      | 31    | 5   |
| 28   | 20  | Alexander Rossi (W)   | ECR                         | Dallara UAK18 | Chevrolet | 73  | Defekt                       | 1      | 12    | 6   |
| 29   | 98  | Marco Andretti        | Andretti Global             | Dallara UAK18 | Honda     | 4   | Unfall                       | 0      | 29    | 5   |
| 30   | 3   | Scott McLaughlin      | Team Penske                 | Dallara UAK18 | Chevrolet | 0   | Unfall                       | 0      | 10    | 8   |
| 31   | 28  | Marcus Ericsson (W)   | Andretti Global             | Dallara UAK18 | Honda     | 200 | 0:00.682                     | 5      | 9     | 9   |
| 32   | 27  | Kyle Kirkwood         | Andretti Global             | Dallara UAK18 | Honda     | 200 | 0:03.982                     | 5      | 23    | 5   |
| 33   | 90  | Callum Ilott          | Prema Racing                | Dallara UAK18 | Chevrolet | 200 | 0:21.391                     | 5      | 21    | 5   |

(R) Rookie (W) früherer Sieger / Reifen: alle Firestone / 7 Gelbphasen für insgesamt 45 Rd.

### Führungsrunden
| Fahrer              | Team                    | Motor     | Rd. |
| ------------------- | ----------------------- | --------- | --- |
| Takuma Sato         | RLL                     | Honda     | 51  |
| Ryan Hunter-Reay    | DRR-Cusick Motorsports  | Chevrolet | 48  |
| Marcus Ericsson     | Andretti Global         | Honda     | 17  |
| Devlin DeFrancesco  | RLL                     | Honda     | 17  |
| Alex Palou          | Chip Ganassi Racing     | Honda     | 14  |
| Alexander Rossi     | ECR                     | Chevrolet | 14  |
| Conor Daly          | Juncos Hollinger Racing | Chevrolet | 13  |
| Christian Rasmussen | ECR                     | Chevrolet | 8   |
| Robert Shwartzman   | Prema Racing            | Chevrolet | 8   |
| Jack Harvey         | DRR-Cusick Motorsports  | Chevrolet | 3   |
| David Malukas       | A. J. Foyt Racing       | Chevrolet | 2   |
| Pato O’Ward         | Arrow McLaren           | Chevrolet | 2   |
| Kyle Kirkwood       | Andretti Global         | Honda     | 2   |
| Ed Carpenter        | ECR                     | Chevrolet | 1   |